# Partito dell'Indipendenza (Marocco)
Il Partito dell'Indipendenza (in francese: Parti de l'Istiqlal; in arabo: حزب الإستقلال, Hizb al-Istiqlal) è un partito politico marocchino di orientamento nazionalista e conservatore fondato nel 1937 su iniziativa di Allal al-Fasi e Ahmed Balafrej. Il partito fu dominato per decenni dalle antiche famiglie borghesi di Fès.

## Storia
Nacque ufficialmente nel 1943 e rimase fedele al sultano Mohammed V quando questi fu deportato in Francia nel 1953.
Dopo la conquista dell'indipendenza del Marocco (1956), attraversò un momento di crisi quando l'ala sinistra del partito, guidata da Mehdi Ben Barka, si separò dall'Istiqlal dando luogo all'Unione Nazionale delle Forze Popolari (UNFP) (1959). Durante il regno di Hassan II, si alternarono periodi di collaborazione con la monarchia a periodi di contrapposizione, sebbene sempre appoggiato alla monarchia su argomenti relativi al "Grande Marocco", all'annessione del Sahara Occidentale o alla questione di Ceuta, Melilla e il resto degli ultimi possedimenti spagnoli in territorio marocchino lungo la costa mediterranea.

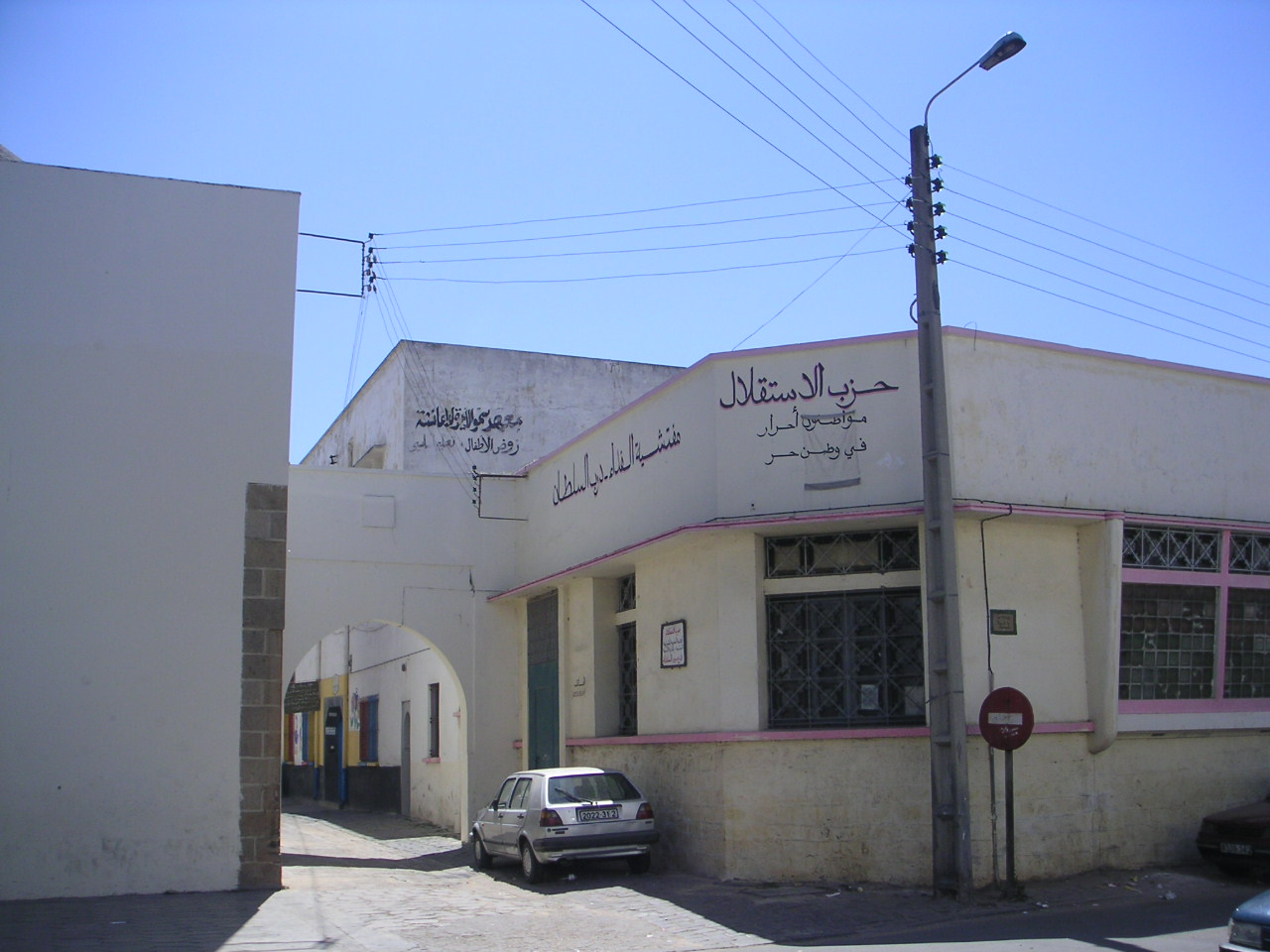
Gli uffici del partito Istiqlal a Casablanca
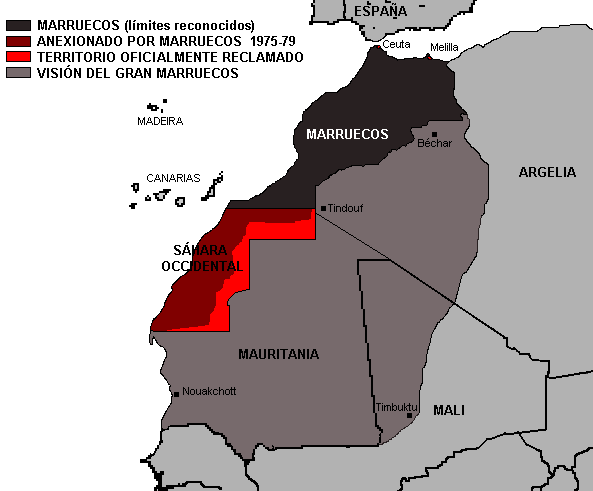
Il Grande Marocco voluto dall'Istiqlal

## Risultati
| Elezione          | Voti    | %     | Seggi    |
| ----------------- | ------- | ----- | -------- |
| Parlamentari 1993 | 760 082 | 12,22 | 52 / 333 |
| Parlamentari 1997 | 840 315 | 13,19 | 32 / 325 |
| Parlamentari 2002 | 598 226 | 9,89  | 48 / 325 |
| Parlamentari 2007 | 494 256 | 10,73 | 52 / 325 |
| Parlamentari 2011 | 562 720 | 11,86 | 60 / 395 |
| Parlamentari 2016 | 620 041 | 10,68 | 46 / 395 |